# اوتسینگن
اوتسینگن (به آلمانی: Ötzingen) یک شهر در آلمان است که در وستروالدکرایس واقع شده‌است. اوتسینگن ۱٬۳۸۱ نفر جمعیت دارد.